# Биофилија
Биофилија је љубав према свему што је живо, што расте и што се развија. То је тенденција да се живот афирмише. По Фрому, човек је биолошки обдарен за биофилију која је његова „примарна могућност”. Појам је сличан Фројдовом појму Ероса, али се од њега разликује по томе што биофилија представља психолошку страст произашлу из основних човекових потреба, а не биолошки детерминисан нагон.